# Arthur M. Schlesinger jr.

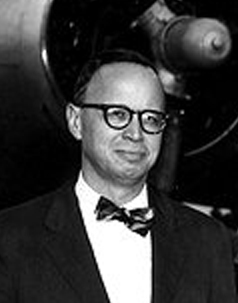
Arthur M. Schlesinger jr. begin jaren zestig

Arthur Meier Schlesinger jr., geboren als Arthur Bancroft Schlesinger, (Columbus (Ohio), 15 oktober 1917 – New York, 28 februari 2007) was een Amerikaanse invloedrijke geschiedkundige, die bekend is geworden van een bekroond werk  – A thousand days – over het presidentschap van John F. Kennedy. Schlesinger stond op goede voet met de familie Kennedy en behoorde tot de progressieve vleugel van de Democratische Partij.

## Levensloop
Schlesinger jr. was de zoon van historicus Arthur M. Schlesinger sr. Van 1938 tot 1942 studeerde hij aan de prestigieuze Harvard-universiteit. Tijdens de Tweede Wereldoorlog werkte hij van 1942 tot 1943 bij het departement voor oorlogsinformatie en van 1943 tot 1945 als analist bij de voorloper van de CIA, het Bureau voor Strategische Diensten. Ook was hij in deze periode zo nu en dan tekstschrijver voor president Franklin D. Roosevelt.
In 1946 werd hij hoogleraar in de geschiedenis aan de Harvard-universiteit; deze betrekking zou hij tot 1961 blijven bekleden. In eerstgenoemde jaar ontving hij voor de eerste maal de Pulitzerprijs, die voor geschiedenis vanwege zijn uit 1945 stammend boek The age of Jackson, een toonaangevende levensbeschrijving van de Amerikaanse president Andrew Jackson. In 1946 was hij eveneens medeoprichter van "Amerikanen voor Democratische Actie", een organisatorisch verband van linkse intellectuelen die zich afzetten tegen het communisme.
In 1949 publiceerde hij het boek The vital center waarin hij pleitte voor een wereldwijde verdediging van de waarden van de Verenigde Staten en een binnenlandse politiek van linkse signatuur propageerde gepaard gaande met een buitenlandse politiek die zich verzette tegen het communisme. De titel van dit boek werd een opzichzelfstaand politiek begrip dat veelvuldig werd en wordt gebruikt. Hetzelfde was en is het geval met de daarin vervatte oproep om Amerikaanse waarden in de wereld te verdedigen.

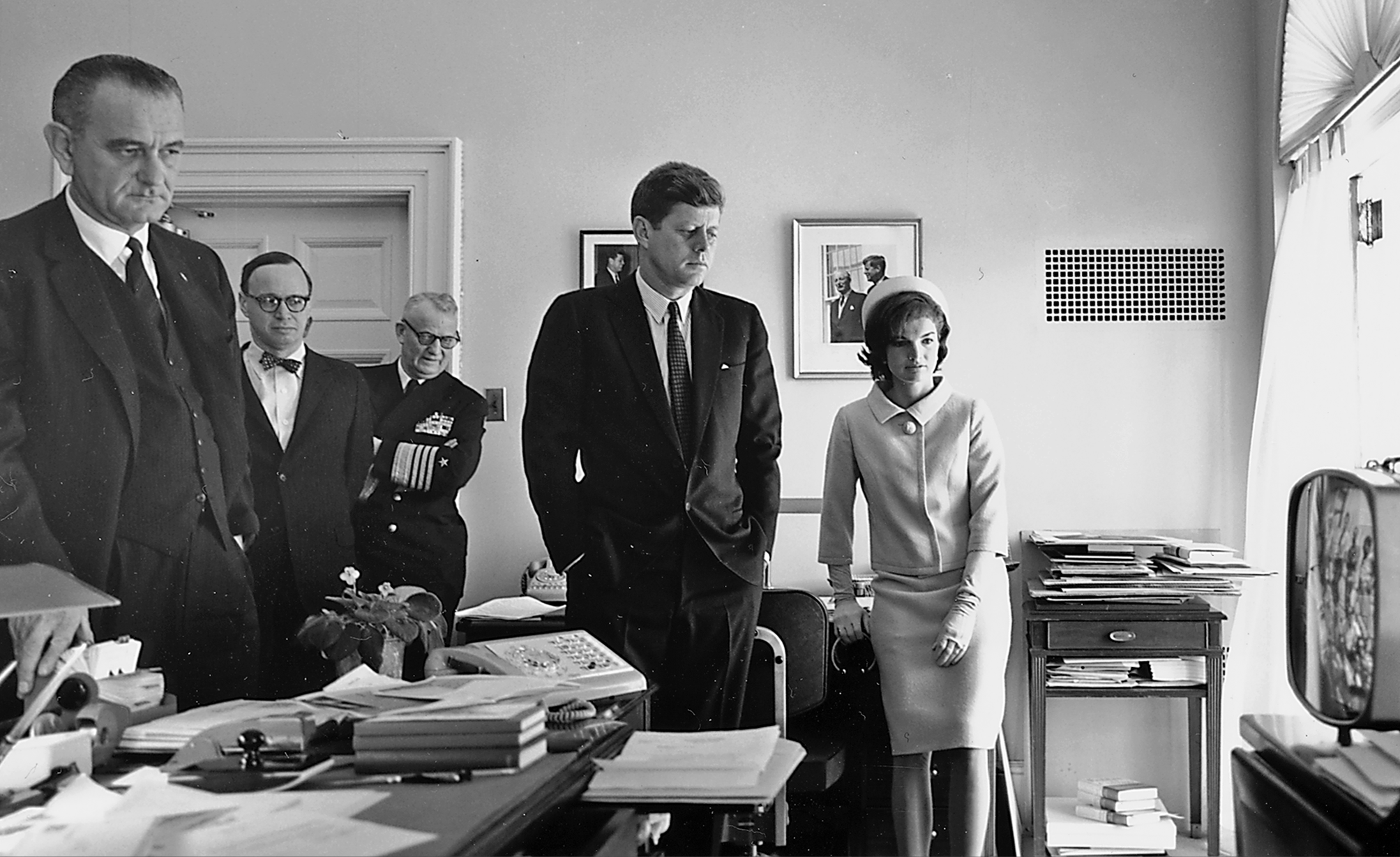
Samen met onder andere president John F. Kennedy, diens vrouw Jackie Kennedy en vicepresident Lyndon B. Johnson kijkt Schlesinger (rechts van Johnson) in het Witte Huis naar de tv-uitzending op 5 mei 1961 van de eerste Amerikaanse astronaut (Alan Shepard) in de ruimte

Schlesinger steunde John F. Kennedy bij diens pogingen om in 1960 president van de VS te worden en nadat deze de verkiezingen had gewonnen werd hij door Kennedy als diens speciaal assistent aangesteld. Hij raakte hierbij onder meer betrokken bij de niet geslaagde invasie in de Varkensbaai uit 1961 die tot doel had het regime van Fidel Castro ten val te brengen. Schlesinger was eigenlijk tegen deze inval maar had er wel voor gezorgd dat een artikel over de training van Cubaanse ballingen voor deze invasie niet in een tijdschrift was verschenen. Later betreurde hij dit omdat door het wel verschijnen de – mislukte – invasie misschien zou zijn verhinderd.
Nadat Lyndon B. Johnson na de moord op president Kennedy president was geworden, hield hij het al spoedig voor gezien als speciaal assistent.
In 1965 schreef hij een belangwekkend boek over de regering van Kennedy, A thousand days. Hij kreeg er in 1966 opnieuw een Pulitzerprijs voor, ditmaal voor biografie. Door critici werd hem verweten dat hij een rooskleurig beeld gaf van Kennedy's presidentschap en familie en diens talrijke affaires met vrouwen buiten schot had gelaten. Over dat laatste zei hij op een later tijdstip dat naar zijn mening die affaires geheel los hadden gestaan van Kennedy's optreden als president.
Van 1966 tot aan zijn emeritaat in 1994 was Schlesinger als hoogleraar in de geesteswetenschappen verbonden aan de City University of New York. Daarnaast bleef hij zich voor de Democraten inzetten en uitte hij zich regelmatig in het openbaar over allerlei politieke en publieke kwesties. Zo zette hij zich opnieuw in voor de familie Kennedy, onder meer in 1968 voor de verkiezingscampagne van Kennedy's broer Robert F. Kennedy. In 1998 toen president Bill Clinton vanwege de affaire Monica Lewinsky vanuit Republikeinse zijde onder vuur kwam te liggen waarbij deze zelfs dreigde te worden afgezet (impeachment), nam hij het voor Clinton op. Voorts was Schlesinger vanaf de jaren negentig een criticus van de ideologie van het multiculturalisme – zijn The disuniting of America uit 1991 ging hierover – en zag hij weinig in het idee van een preventieve oorlog zoals president George W. Bush die hanteert.  Hij zei daarover: "Het idee van Amerika als rechter, jury en beul van de wereld stoelt in mijn ogen op een tragisch misverstand".
In 2003 ontving hij in de categorie 'Speciale prijzen' de Four Freedoms Award. Arthur M. Schlesinger jr. werd 89 jaar oud.

## Belangrijke werken
- 1945 – The age of Jackson
- 1949 – The vital center
- 1958 – The coming of the New Deal
- 1965 – A thousand days
- 1967 – The bitter heritage
- 1978 – Robert F. Kennedy and his times
- 1991 – The disuniting of America